# 譚慎格
谭慎格（英語：John J. Tkacik, Jr.，1949年5月13日—），美国伊利諾州人:p1，為學者及外交官，资深中國大陆与台湾问题专家。

## 生平
- 1949年5月13日：出生於伊利諾州厄巴納[1]:p1。
- 1967－1971年：喬治城大學國際關係學士學位[1]:p1。
- 1971年：进入美国国务院服务[1]:p1。
- 1971－1973年：美國駐冰島大使館（雷克雅維克）領事官[1]:p1。
- 1974－1976年：美國駐中華民國大使館（台北）簽證官[1]:p1。
- 1977－1979年：美國駐北京聯絡處領事事務官[1]:p1。
- 1979－1982年：美國國務院台灣科（Taiwan Desk，現台灣協調處）軍政事務官[1]:p2。
- 1983－1986年：美國駐香港總領事館簽證處長[1]:p2。
- 1986—1988年：美國外交學院（英语：Foreign Service Institute）A-100課程（英语：A-100 Class）（外事官（英语：Foreign Service Officer）培訓課程）主任[1]:p2。
- 1989年：美國國防大學國家戰爭學院學員[1]:p2。
- 1989－1992年：美國駐廣州總領事館副總領事[1]:p3、經濟處長[2]。
- 1992－1994年：美國國務院情報研究局（英语：Bureau of Intelligence and Research）中國分析主任[1]:p3。
- 1994年退休[1]。
- 2001—2009年在美國傳統基金會（Heritage Foundation）亚洲中心担任资深研究员。

## 見解
- 2004年6月7日，美国《国防新闻周刊》披露，美国国防部在2004年度《中华人民共和国军力报告》中给出台军攻击三峡大坝的建议。《国防新闻周刊》的采访[3]亦提及，谭慎格称，国防部能公开讨论台湾如何进行报复，是非常重要的一件事，而攻击三峡大坝“绝对是个好主意”[3][4]。
- 在華盛頓期间，谭慎格经常接受CNN、福斯（Fox News）访问，谈论中國大陸和台湾的政治、科技与经贸议题，谭慎格曾指出，台湾的未来正面临前所未有的严峻考验，这个考验不仅是来自“中共的野心”，也有来自“美国的冷漠”，和“国民党投降式的倾中政策”。

## 文章著述
- 2009年6月1日於《自由時報》撰寫專欄議論臺灣問題。
- 2011年12月12日於《台北時報》撰寫「美國在臺協會對蔡英文只有讚譽有加」一文，引述許多維基解密中讚譽蔡英文的電文，文中寫道「不同階層的美國官員已經觀察蔡英文20年了」、「蔡被認為是能力極強，而且非常有說服力，所有跟她交手過的美國官員都可以證明這一點，『她是一個堅韌固執的談判人才』。當然我沒有資格替任何人發言，但在過去的這些年裏，我從他們那裡只聽過對蔡英文最熱情洋溢的讚美，包括她的溝通技巧、她的人際關係的溫暖特質、她的非凡才智，她『頑強』的談判風格、和她真誠不造作的可愛。經由維基解密的報告可以很明顯的看出，AIT對她的領導能力和她的政治遠見有高度的評價。」